# Boye Thomsen
Andreas Niels Peter Boye Thomsen (* 28. September 1892 in Kingittoq; † unbekannt) war ein grönländischer Katechet und Landesrat.

## Leben
Boye Thomsen war der Sohn des Jägers Mathias Peter Kristoffer Thomsen und seiner Frau Ane Marie Birgithe Steenholdt. Er war Katechet in Ilulissat. 1929 und 1931 vertrat er Mathias Storch im nordgrönländischen Landesrat. In der nächsten Legislaturperiode von 1933 bis 1938 war er ordentlich gewähltes Mitglied und nahm an jeder Sitzung teil.